# Реданж (кантон)
Реда́нж (люкс. Réiden, нем. Redingen, фр. Redange) — кантон Люксембурга, относящийся к округу Дикирх. Находится на границе с Бельгией. Один из самых больших кантонов Люксембурга (больше его только Клерво).
К кантону Реданж относятся 10 коммун.

## Достопримечательности
- Турельбах ― замковый комплекс.